# Dan Swanö
Dan Swanö, född 10 mars 1973 i Finspång, är en svensk musiker, som bland annat stod bakom death metal-banden Bloodbath och Edge of Sanity. Han har spelat in ett soloalbum under eget namn, Moontower 1998. Swanö är även med i den svenska gruppen Nightingale inom musikgenren AOR/prog metal. Från White Darkness finns bland annat låten Trial and Error. 

## Diskografi

### Som musiker

#### Solo
- 1993 – Before I Close My Eyes  (vinyl-EP som Route Nine)
- 1998 – Moontower

#### Edge of Sanity
- 1991 – Nothing but Death Remains
- 1992 – Unorthodox
- 1993 – Spectral Sorrows
- 1994 – Purgatory Afterglow
- 1996 – Crimson
- 1997 – Infernal
- 2003 – Crimson II

#### Med Nightingale
- 1995 – The Breathing Shadow
- 1996 – The Closing Chronicles
- 2000 – I
- 2002 – Alive Again
- 2004 – Invisible
- 2005 – Nightfall Overture
- 2007 – White Darkness
- 2015 – Retribution

#### Med Pan-Thy-Monium
- 1990 – ...Dawn (demo)
- 1991 – Dream II (EP)
- 1992 – Dawn of Dreams
- 1993 – Khaooohs
- 1996 – Khaooohs and Kon-Fus-Ion
- 2010 – Dawn+Dream II (samlingsalbum)

#### Infestdead
- 1996 – Killing Christ
- 1997 – Hellfuck (EP)
- 1999 – JesuSatan

#### Bloodbath
- 2000 – Breeding Death
- 2002 – Resurrection Through Carnage
- 2004 – Nightmares Made Flesh
- 2008 – The Wacken Carnage (livealbum)

#### Karaboudjan
- 2001 – Sbrodj (EP)

#### Med Star One
- 2002 – Space Metal
- 2003 – Live on Earth
- 2010 – Victims of the Modern Age

#### Sörskogen
- 2006 – Mordet i Grottan (singel, med Mikael Åkerfeldt)

### Mixning och produktion

#### The Project Hate MCMXCIX
- 1998 – Demo
- 2000 – Cybersonic Superchrist

#### Torture Division
- 2008 – We Bring Upon Thee (demo)
- 2008 – Our Infernal Torture (demo)
- 2008 – Suffer the Shitmass (singel)